# شهرستان نانکسون
شهرستان نانکسون (به لاتین: Nanxun District) یک منطقهٔ مسکونی در چین است که در هوجا واقع شده‌است.